# Memmert
Memmert är en liten obebodd sandö i ögruppen Ostfrisiska öarna vid Nordsjökusten i Tyskland.
Ön är ett kommunfritt område i i Landkreis Aurich i förbundslandet Niedersachsen.